# Аддис-Абебський мирний договір
Аддис-Абебський мирний договір — договір підписаний 26 жовтня 1896 року між Італією та Ефіопією, після поразки першої у війні. За умовами угоди було анульовано Уччалійський договір 1889 року, Італія визнавала незалежність Ефіопії. Встановлювався тимчасовий кордон між Ефіопією та італійською Еритреєю по річках Маребу, Белесі, Муні. Пізніше, згідно з італійсько-ефіопським прикордонним договором, ці межі були визнані постійними.